# Clypeaster luetkeni
Clypeaster luetkeni is een zee-egel uit de familie Clypeasteridae.
De wetenschappelijke naam van de soort werd in 1948 gepubliceerd door Theodor Mortensen.